# Doane Perry
Doane Ethredge Perry (urodzony 16 czerwca 1954 r. w Mt. Kisco w stanie USA), znany również jako Doane Tull, jest amerykańskim perkusistą, obecnie współpracującym z Jethro Tull. W trakcie swojej kariery współpracował również z wieloma innym artystami, m.in. z Lou Reedem i Toddem Rundgrenem.

## Młodość
Perry zaczął grać na fortepianie w wieku lat siedmiu i kontynuował naukę do ukończenia lat jedenastu. Gdy Doane usłyszał o The Beatles zdecydował się zmienić instrument na perkusję, gdyż uważał, że "istnieje prawdopodobieństwo, chociaż niewielkie, że młode dziewczyny obejrzą się za mną na ulicy, gdy zacznę grać na perkusji". Od czternastego roku życia Doane zaczął pracować w weekendy wraz ze swoim własnym zespołem i kontynuował granie do ukończenia lat siedemnastu.

## Kariera muzyczna
Po ukończeniu osiemnastu lat Doane kontynuował naukę gry na perkusji, również podczas prób dostania się do college'u. Doprowadziło to do poważnego konfliktu, którego efektem było porzucenie szkoły i całkowite skupienie się na muzyce. Perry zaczął budować swój muzyczny dorobek głównie opierając się na muzyce nowojorskich zespołów, ocierając się o liczne gatunki muzyczne, takie jak rock, jazz, pop, muzyka orkiestrowa czy folkowa. Pracował jako muzyk sesyjny dla wielu artystów, wśród których byli Lou Reed, Todd Rundgren, Gary Brooker, Fairport Convention czy Dweezil Zappa.

## Jethro Tull
W roku 1984 Perry wstąpił do Jethro Tull, gdzie zastąpił jako perkusista Gerry'ego Conwaya. Jest on drugim Amerykaninem w składzie Jethro Tull (pierwszym był perkusista Mark Craney). Kontynuuje on swoją współpracę z zespołem do dziś i brał udział w nagrywaniu następujących albumów studyjnych: Crest of a Knave, Rock Island, Catfish Rising, Roots to Branches, J-Tull Dot Com i Jethro Tull Christmas Album. Jest on trzecim muzykiem w Jethro Tull pod względem stażu (po Ianie Andersonie i Martinie Barre).

## Sprzęt
Doane Perry przez lata używał różnych instrumentów. Używa on różnych zestawów perkusyjnych zależnie od potrzeb, między innymi charakteru gry. Podczas ostatnich tras i nagrań Jethro Tull używał głównie zestawu perkusyjnego Premier Artist Series wykonanych z drewna klonowego, jednak czasami korzysta również z brzozowego zestawu Genista lub klonowego Signia Series, do których zawsze dobiera talerze perkusyjne firmy Paiste. 